# Bolungarvík

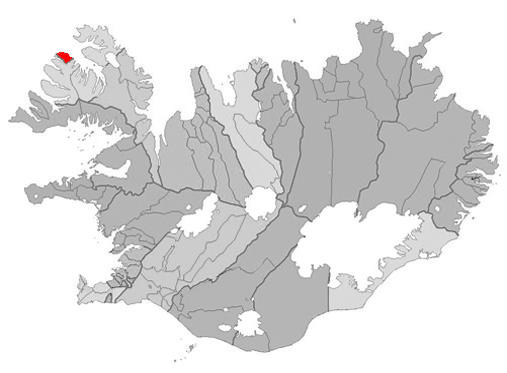
Bolungarvík, nos Fiordes do Oeste

Bolungarvík ( PRONÚNCIA) é uma pequena cidade piscatória e município do noroeste da Islândia, na região Fiordes do Oeste. Está situada junto ao maior fiorde da região – o Ísafjarðardjúp. 

Fica a 15 km da cidade de Ísafjörður e a 473 km da capital Reiquiavique.
Tem 971 (2024) e é a sede do município de Bolungarvík (Bolungarvíkurkaupstaður).
A pesca é a atividade mais importante de Bolungarvík, estando o turismo em crescimento notável.

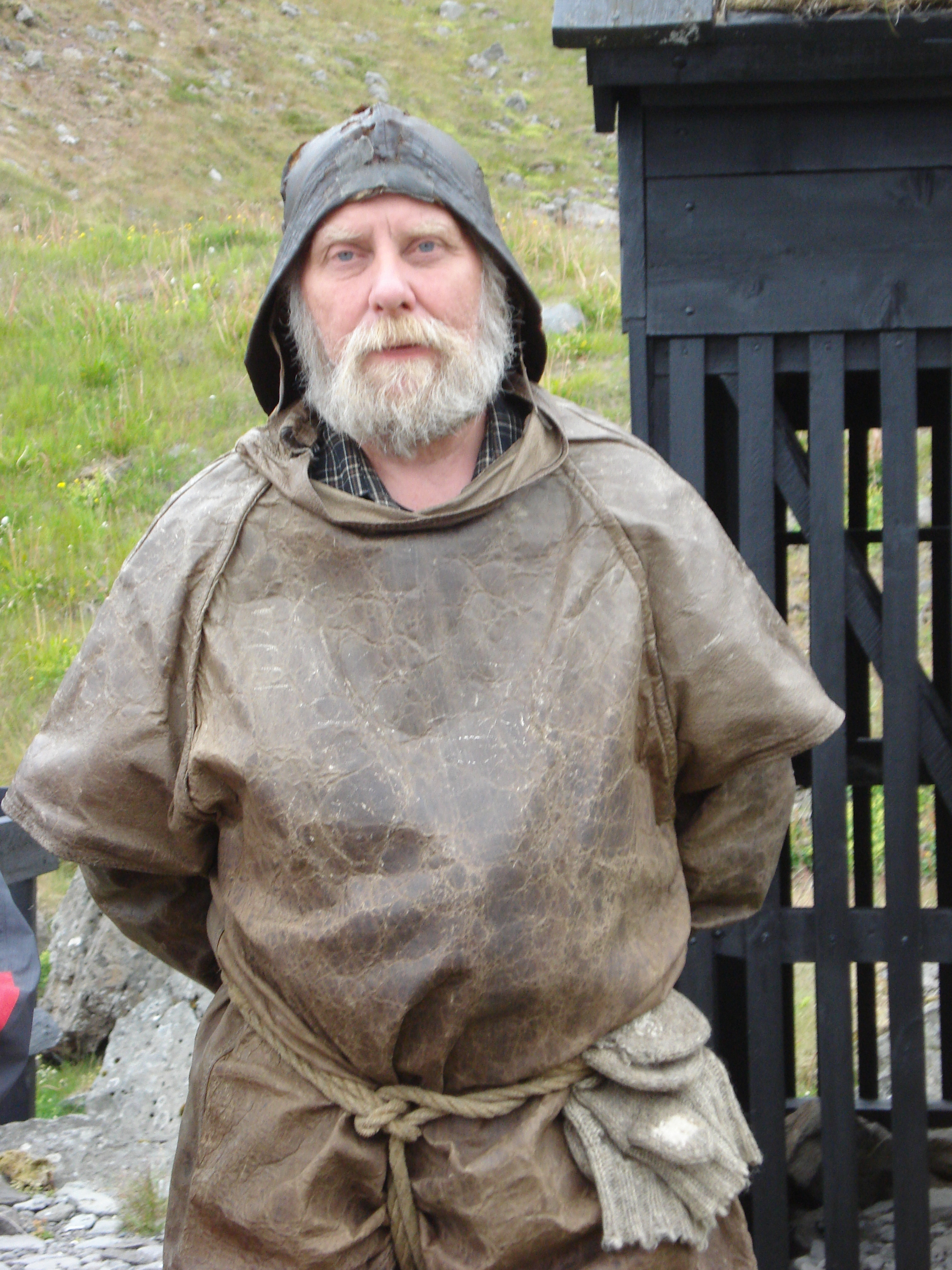
Pescador de Bolungarvík]
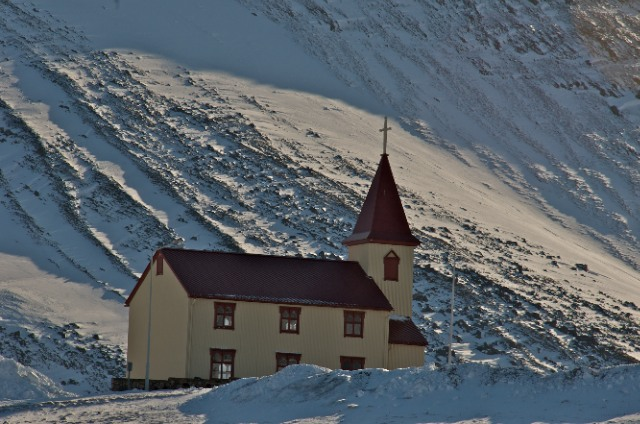
Igreja de Bolungarvík